# Galium floribundum
Galium floribundum är en måreväxtart som beskrevs av James Edward Smith. Galium floribundum ingår i släktet måror, och familjen måreväxter.

## Underarter
Arten delas in i följande underarter:
- G. f. airoides
- G. f. floribundum